# Орлов, Игорь Анатольевич
Игорь Анатольевич Орлов (род. 17 августа 1964, Дебальцево, Донецкая область) — российский государственный и политический деятель. Генеральный директор ПАО «Судостроительный завод «Северная верфь» с июня 2020 года.
Губернатор Архангельской области с 3 февраля 2012 года по 2 апреля 2020 года (временно исполняющий обязанности губернатора Архангельской области с 13 января по 3 февраля 2012 и с 22 мая по 24 сентября 2015). Член Президиума Регионального политического совета Архангельской области партии «Единая Россия».

## Биография
Игорь Орлов родился в 1964 году в Дебальцево Украинской ССР. Там же учился в поселковой средней школе. Отец возглавлял в Дебальцеве транспортный отдел горкома партии, затем — транспортный цех Углегорской ГРЭС.
В 1987 году окончил Ленинградский институт авиационного приборостроения (ныне — ГУАП) с диплом по специальности «электрооборудование летательных аппаратов» и диплом о квалификации «инженер-электромеханик».
В 1987 был принят на один из крупнейших военных заводов, специализирующийся на судоремонте и судостроении — машиностроительное предприятие «Звёздочка» в городе Северодвинске. Вначале работал электромонтёром по ремонту электрооборудования.
С 1988 по 1991 — инженер-технолог, начальник сектора проектно-технологического бюро «Онега» в том же Северодвинске. В 1991 году стал начальником отдела — главным технологом.
С 1994 года по 2008 год работал в ФГУП «Центр судоремонта „Звездочка“». Сначала был начальником отдела автоматизированной системы управления производством (ОАСУП). В 1997 назначен заместителем генерального директора, начальником отдела. С 2003 — заместитель генерального директора, начальник управления по экономике, развитию, ценообразованию и финансам. С 2004 — заместитель генерального директора по экономике и внешнеэкономической деятельности.
В 2008 году переехал в Калининград, где был назначен заместителем генерального директора, и. о. генерального директора, а чуть позже и генеральным директором ОАО «Прибалтийский судостроительный завод „Янтарь“». Работал на предприятии до 30 июня 2011 года.
С 10 августа 2011 года — первый заместитель исполнительного директора по производству автосборочного предприятия ООО «Автотор Холдинг» в Калининграде. Также он являлся председателем калининградского отделения общественной организации «Союз машиностроителей России».

### Губернатор Архангельской области
13 января 2012 года президент РФ Дмитрий Медведев принял отставку с поста губернатора Архангельской области Ильи Михальчука, а временно исполняющим обязанности губернатора назначил Игоря Орлова. Издание «Деловой Петербург» отмечало, что назначение Орлова стало неожиданным.
Вскоре, 31 января, президент Медведев предложил Архангельскому областному Собранию депутатов наделить Игоря Орлова полномочиями губернатора. 3 февраля депутаты утвердили Орлова в должности губернатора Архангельской области на 5 лет.
Полномочия Орлова истекали в феврале 2017 года, однако уже в мае 2015 Орлов досрочно подал в отставку и при этом попросил у президента Путина разрешения баллотироваться вновь (в иных случаях закон это запрещает). Путин разрешение дал и назначил Орлова врио губернатора до вступления в должность избранного на выборах. 13 сентября 2015 года состоялись выборы губернатора Архангельской области, в которых Орлов с результатом 53,25 % голосов одержал победу в первом туре. Инаугурация состоялась 24 сентября 2015 года.
С 25 октября 2014 по 7 апреля 2015 — член президиума Государственного совета Российской Федерации.
В ноябре 2015 года поддержал введение системы «Платон», а протесты дальнобойщиков против введения системы назвал «безмозглостью».
8 июля 2019 года издание РБК опубликовало новость, что губернатор Архангельской области Игорь Орлов в рамках очередной ротации кадров может быть отправлен в отставку. Сам Орлов эту информацию опроверг. 12 ноября 2019 года в ходе партийной конференции областного отделения партии «Единая Россия» Игорь Орлов заявил о готовности принять участие в выборах губернатора Архангельской области в 2020 году, несмотря на довольно шаткие позиции в различных соцопросах и рейтингах. Более того, Орлов заявил, что рассчитывает одержать победу на губернаторских выборах в первом туре. Лидер архангельского областного отделения КПРФ Александр Новиков намерение Орлова баллотироваться при таком отрицательном рейтинге «отчаянным решением».
2 апреля 2020 года подал в отставку. На его место в качестве ВРИО губернатора был назначен ушедший с поста главы Ненецкого автономного округа Александр Цыбульский. По словам Орлова, решение об отставке он принял по результатам «больших социологических исследований, которые провели ряд профессиональных компаний».

#### Критика
В 2018 году Игорь Орлов поддержал строительство Экотехнопарка, по сути незаконного мусорного полигона на станции Шиес. На реализацию проекта до 10 млрд рублей планируется выделить из бюджета Москвы. СМИ и ряд общественников утверждают, что своими действиями Орлов создал в Архангельской области и соседней Республике Коми опасную ситуацию.
5 апреля 2019 на встрече с профсоюзными лидерами Северодвинска назвал своих критиков «всякая шелупонь» и заявил, что он «не дурак отказываться от миллиардов». Это вызвало встречный шквал критики и требования уйти в отставку.
7 апреля 2019 год в Архангельске прошла многотысячная несанкционированная демонстрация против полигона в Шиесе, за принятие закона о запрете ввоза мусора из других регионов и за отставку Игоря Орлова. Протестующие заняли пр. Троицкий от Морского речного вокзала до пл. Ленина. Сотрудники МВД пытались препятствовать шествию, встав в несколько линий поперек шествия, линии были снесены демонстрантами. Ходит мнение о намеренном саботаже приказа препятствовать демонстрантам: сотрудники МВД вели себя неагрессивно, улыбались и даже высказывали солидарность демонстрантам, когда те проходили оцепление. После перегруппировки на пл. Ленина, Росгвардия и МВД отказалась применять насилие в отношении демонстрантов. С трибуны протеста организаторы шествия объявили бессрочную акцию протеста ЭкоБессрочка, расставив палатки в центре площади. Одним из символов протеста стал транспарант с надписью «за шелупонь ответишь».

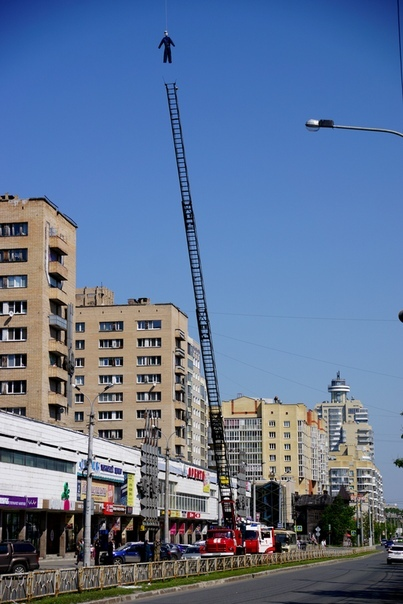
Линчевание

На ЭкоБессрочке с 7:00 до 22:00 прибывало не менее 30 активистов ежедневно. Позднее время нахождения протестующих на площади постепенно сокращалось. После отставки Игоря Орлова ЭкоБессрочка на площади Ленина фактически прекратилась с 7 апреля 2020 года. Символом ЭкоБессрочки стали светоотражающие жилеты и флаг МО Урдома. В короткие апрельские светодни жилеты получили особую популярность. Некоторые блогеры сравнивали ЭкоБессрочку с Жёлтыми Жилетами во Франции, однако активисты опровергают довод, поскольку изначально протест носил локальный характер и не связан с зарубежными представительствами оппозиционных движений. Движение выступило на категорично патриотических к краю позициях.
7 июня 2019 года рядом с Администрацией города над пр. Воскресенский на проводах появилось линчеванное чучело с надписью «Я продал Север», похожее на Игоря Орлова. Для снятия чучела была перекрыта дорожная часть проспекта и привлечены сотрудники МЧС. 20 июня 2019 года после прямой линии с Владимиром Путиным, активисты назначили народный сход на пл. Ленина, чтобы выразить мнение по поводу ответа Путина на вопрос о незаконной стройке полигона в Шиесе. На народный сход участники ЭкоБессрочки принесли деревянный туалет, отсылая к частым фразам Игоря Орлова о нежелании «повеситься в туалете» из-за низкого рейтинга.
Незадолго до прямой линии, на праздновании Дня России демонстранты посетили митинг-концерт, где выступал Игорь Орлов с поздравлением, в процессе которого речь Игоря Орлова была засвистана людьми в жилетах. Что, однако, не сопровождалось насилием со стороны демонстрантов. Игорь Орлов подошёл к демонстрантам для фото. Протестные сообщества назвали такое фото полезным, поскольку с начала застройки Шиеса, активистов Шиеса, прозванных «защитниками Севера», региональные СМИ пытались выставить экстремистами и маргиналами, однако фото с губернатором показало, что суждения об агрессивности активистов ошибочны. Игорь Орлов на странице в соцсетях прокомментировал фото как свою склонность к диалогу с демонстрантами.
В ноябре 2019 года активисты Шиеса, выступающие против строительства мусорного полигона в Архангельской области, организовали бессрочную акцию протеста на Пушкинской площади в Москве.

### Дальнейшая деятельность
С июня 2020 года — и. о. генерального директора, затем — генеральный директор ПАО «Судостроительный завод «Северная верфь».

## Награды
- Медаль МЧС России «За предупреждение пожаров» (2015)[2]
- Медаль МЧС России «За содружество во имя спасения» (2014)[2]
- Медаль МЧС России «За пропаганду спасательного дела» (2014)[2]
- Медаль ФСО России «За боевое содружество» (2013)[источник не указан 2971 день]
- Медаль ордена «За заслуги перед Отечеством» II степени (2011)[32][33][7]
- Медаль Петра Великого (2004)[2]
- Медаль «За трудовую доблесть» (2004)[2]
- Нагрудный знак «Ударник XII пятилетки» (1991)[2]

## Семья
Жена — Татьяна Павловна Орлова, руководитель благотворительного фонда «Добрый мир».
Сын — Глеб, 1997 г.р., футболист, игрок ФК «Северная Двина», капитан юношеской региональной сборной по футболу.
Старшая дочь — Дарья, двое внуков — Демид и Даниил.

## Увлечения
Увлечения — спорт, театр, благотворительная деятельность. С детства и до сих пор играет в футбол. Участвует в товарищеских матчах, играет за команду регионального правительства.